# Cobija (Chili)
Cobija ou Puerto de la Mar est une ville du Chili.
Elle faisait partie de la Bolivie, chef-lieu de la province d’Atacama ou district littoral, à l’embouchure du rio Saludo dans l’océan Pacifique. Son port, favorisé par la franchise, faisait tout le commerce extérieur de la république.
À la fin de la guerre du Pacifique en 1884, la ville et toute la province côtière de la Bolivie furent annexées par le Chili. Dans un traité signé en 1904, la Bolivie reconnut la perte de Cobija.

## Source
- « Cobija (Chili) », dans Pierre Larousse, Grand dictionnaire universel du XIXe siècle, Paris, Administration du grand dictionnaire universel, 15 vol., 1863-1890 [détail des éditions].